# Symbrenthia hippalus
Symbrenthia hippalus är en fjärilsart som beskrevs av Felder 1867. Symbrenthia hippalus ingår i släktet Symbrenthia och familjen praktfjärilar. IUCN kategoriserar arten globalt som livskraftig. Inga underarter finns listade i Catalogue of Life.

## Bildgalleri

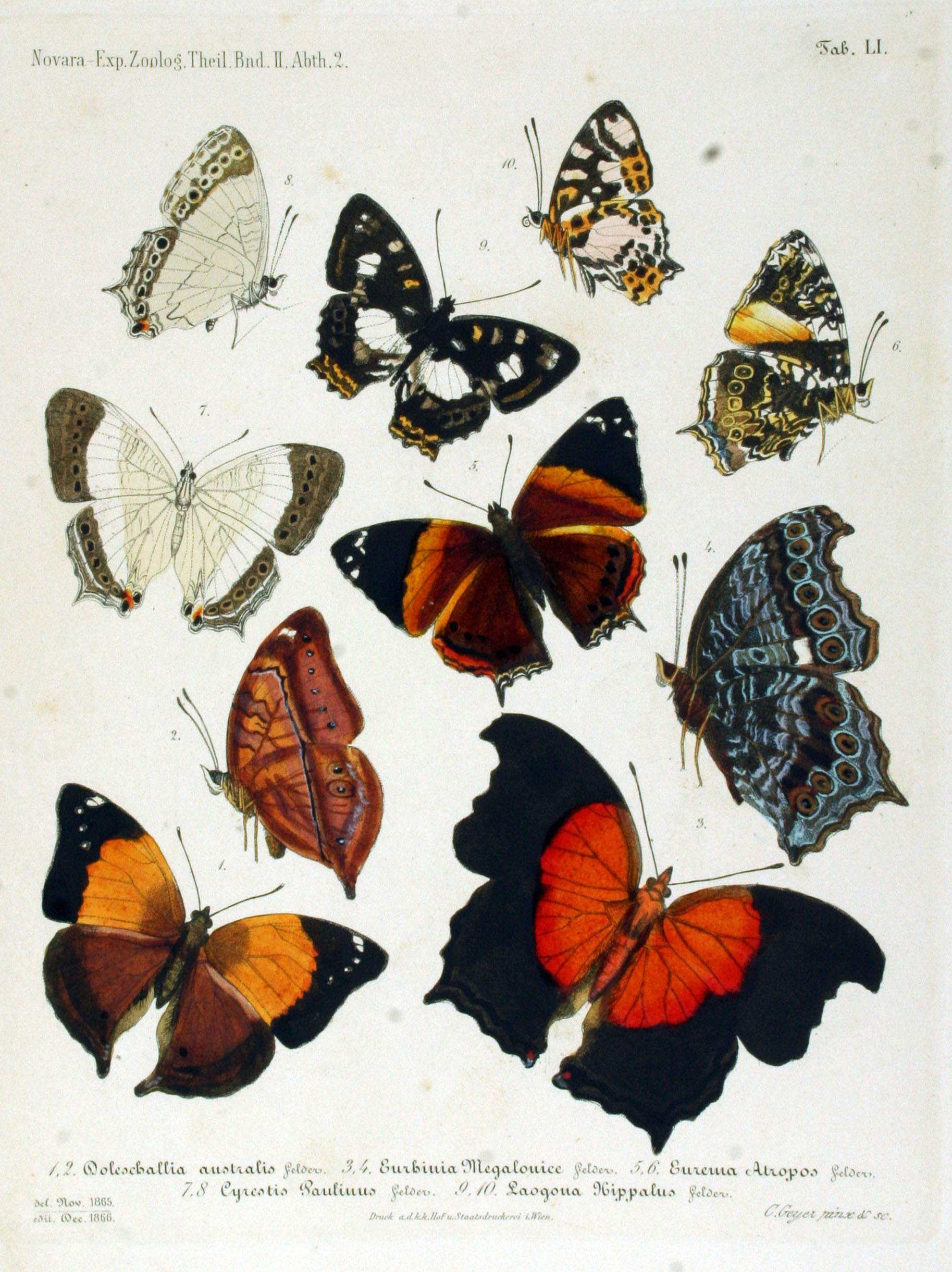